# Novosedly (Pšov)

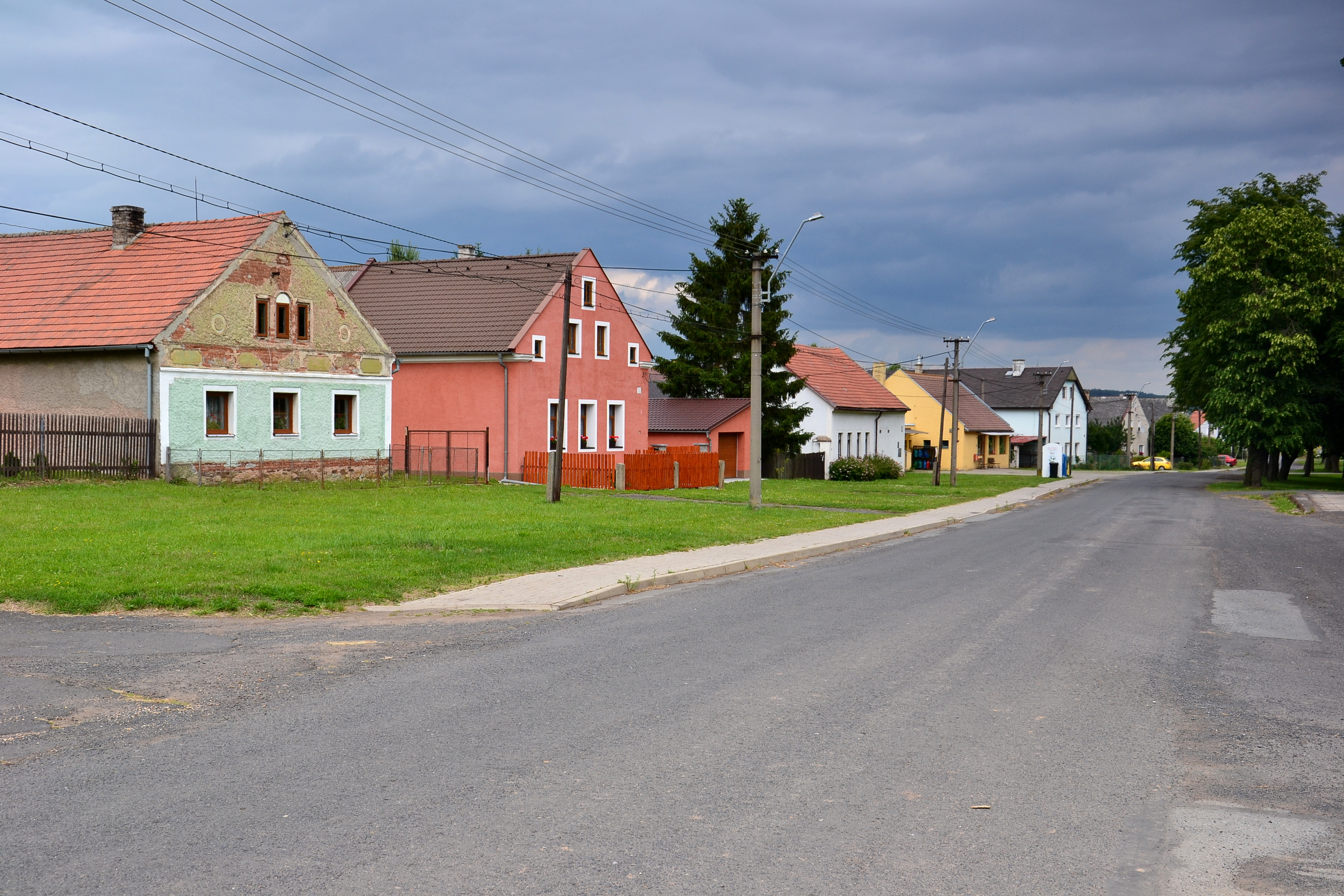
Novosedly

Novosedly (deutsch Nebosedl) ist ein Ortsteil der Gemeinde Pšov in Tschechien. Er liegt sechs Kilometer nördlich von Manětín und gehört zum Okres Karlovy Vary.

## Geographie
Novosedly befindet sich im Tepler Hochland rechtsseitig des Baches Hrádecký potok. Westlich erhebt sich der Návrší (573 m), dahinter liegt der Zbraslavský vrch (Praßleser Berg, 674 m). Im Süden liegen die Chlumská hora (Chlumberg, 650 m) und der Červený vrch (494 m).
Nachbarorte sind Kobylé und Kolešov im Norden, Močidlec im Nordosten, Víska und Stvolny im Osten, Hrádek im Südosten, Chlum im Süden, Luková und Domašín im Südwesten, Zbraslav im Westen sowie Pšov im Nordwesten.

## Geschichte
Die erste schriftliche Erwähnung des Dorfes stammt aus dem Jahre 1358.
Gepfarrt war das Dorf nach Žlutice.
1850 entstand die politische Gemeinde Nebosedl mit dem Ortsteil Fieska im Bezirk Luditz. In der zweiten Hälfte des 19. Jahrhunderts entstand am Dorfplatz eine Kapelle. Im Jahre 1890 bestand Nobosedl einschließlich des Vorwerkes Fieska aus 72 Häusern und hatte 414 Einwohner, von denen 408 der deutschen und sechs der tschechischen Volksgruppe angehörten. 1930 hatte das Dorf 403 Einwohner. Nach dem Münchner Abkommen wurde Nebosedl 1938 dem Deutschen Reich zugeschlagen und bis 1945 gehörte das Dorf zum Landkreis Luditz. 1939 hatte Nebosedl 376 Einwohner. Nach dem Ende des Zweiten Weltkrieges kam Kobylé zur Tschechoslowakei zurück und wurde 1949 in den Okres Toužim eingeordnet. Am 1. Jänner 1961 erfolgte die Eingliederung in den Okres Karlovy Vary. 1979 wurde Novosedly einschließlich Víska nach Pšov eingemeindet. 1991 hatte der Ort 216 Einwohner. Im Jahre 2001 bestand das Dorf aus 37 Wohnhäusern, in denen 210 Menschen lebten.

## Sehenswürdigkeiten
- Kapelle St. Martin in Novosedly, errichtet in der 2. Hälfte des 19. Jahrhunderts
- Ruine der Friedhofskirche St. Peter und Paul in Víska, die in der 1. Hälfte des 14. Jahrhunderts errichtete Kirche brannte 1973 aus